# Sverkhrannyaya
Sverkhrannyaya en ruso: Сверхранняя, es una variedad cultivar de ciruelo (Prunus domestica), de las denominadas ciruelas europeas,
una variedad de ciruelaobtenida en el "Instituto de Investigación Agrícola Tártaro". Las frutas tienen un tamaño pequeño, son redondos ovalados, forma irregular, color de la cubierta es rojo violáceo, cubiertos en un grado medio con una capa de pruina azulada, y pulpa de color  amarillo verdoso, de grano fino y fibrosa, de jugosidad y densidad medias, agridulce y de sabor satisfactorio.

## Sinonimia
- "Сверхранняя",
- "Súper Tempranera",
- "Слива Сверхранняя",
- "Sliva Sverkhrannyaya".[4][5]

## Historia
'Sverkhrannyaya' es una variedad de ciruela creada por el equipo de obtentores formado por L.A. Sevastyanova y G.E. Osipov en el "Instituto de Investigación Agrícola Tártaro" a partir de la polinización libre de la ciruela 'Tatarskaya Zheltaya'.
'Sverkhrannyaya' está inscrita en el "Registro Estatal" desde 2001.

## Características
'Sverkhrannyaya' es un árbol de crecimiento bajo, con una copa esférica de densidad media. El follaje de la copa es promedio. La corteza en el tronco y las ramas principales es rugosa, marrón, con menos frecuencia marrón claro. Los brotes son delgados, en su mayoría rectos, cortos, de color marrón rojizo, glabros, con numerosas lenticelas pequeñas de color marrón claro, las hojas son pequeñas, obovadas, con menos frecuencia ovaladas, de color verde claro, lisas, mate, convexas, ligeramente pubescentes, con una punta puntiaguda, con menos frecuencia roma, una base afilada, un borde romamente dentado, en pecíolos cortos, delgados y pigmentados con estípulas lanceoladas y pequeñas que se caen en el término medio. Las glándulas son pequeñas, con menos frecuencia de tamaño mediano, amarillas, redondeadas, a menudo ubicadas en la base de la hoja. Las flores son blancas, de tamaño mediano, con pétalos bien abiertos. El estigma se encuentra encima de las anteras. La floración suele comenzar en la segunda decena de mayo, es  autofértil, mejora su rendimiento con los polinizadores, 'Skorospelka Krasnaja', 'Renclod Tenkovsky'. Empieza a dar frutos entre el tercer y cuarto año después de la brotación.
'Sverkhrannyaya' tiene frutos de tamaño pequeño, tienen un peso promedio de 12,0 gr, son redondos ovalados, forma irregular, con una capa cerosa media, ápice redondeado, un pequeño embudo en la base y una sutura ventral débil; piel fina y se separa de la pulpa de forma regular, el color de la cubierta es rojo violáceo, cubiertos en un grado medio con una capa de pruina azulada; puntos ligeramente visibles; la sutura ventral es pequeña y ancha, pero claramente definida, no se agrieta; el pedúnculo es de longitud media, delgado y está moderadamente adherido al fruto. La separación es seca; la pulpa es de color amarillo verdoso, de grano fino y fibrosa, de jugosidad y densidad medias, agridulce y de sabor satisfactorio. Composición bioquímica de los frutos: 14,75 % de materia seca, un 1,68 % de ácidos orgánicos y un 10,6 % de azúcares.
Hueso es semi adherente, ampliamente ovalado, pequeño, de color marrón claro, con ápice romo y base estrecha y redondeada, superficie tuberosa finamente picada y moderadamente separado de la pulpa.
El fruto madura en la primera decena de julio en el sur de la Región Central de la Tierra Negra.

## Usos
Los frutos son adecuados tanto para el consumo en fresco como para diversos tipos de procesamiento: jugo con pulpa, mermelada, conservas.

## Cualidades
La variedad es de rendimiento medio, medianamente resistente al invierno, a la sequía, muy resistente al calor, autofértil. 
Moderadamente afectada por clasterosporium, roya y mosca de sierra viscosa. 
Se reproduce bien por brotación, injerto de primavera y esquejes de color verde medio en niebla artificial. 
Ventajas de la variedad: fructificación temprana, autofertilidad, resistencia a la sequía, resistencia al calor, crecimiento lento. 
Desventajas de la variedad: tamaño pequeño, frutos con buen sabor; al madurar demasiado, se agrietan.